# Provincia di Maniema (antica provincia)
La provincia di Maniema è stata fino al 2015 una delle 11 province della Repubblica Democratica del Congo. Da quella data vi è una delle 26 province con lo stesso nome.

## Geografia fisica
La provincia di Maniema confinava a ovest con il Kasai-Oriental, a nord con la Provincia Orientale, a est con quelle di Nord-Kivu e Sud-Kivu e a sud con il Katanga.